# تنام كالينوفسكي
تنام كالينوفسكي (الاسم العلمي: Nothoprocta kalinowskii) هو نوع من الطيور يتبع جنس التنام مزيف الخلف من فصيلة التنامية.